# Linaria gharbensis
Linaria gharbensis är en grobladsväxtart som beskrevs av Jules Aimé Battandier och Pitard. Linaria gharbensis ingår i släktet sporrar, och familjen grobladsväxter. Inga underarter finns listade i Catalogue of Life.